# 坦布里奇韋爾斯 (英國國會選區)
坦布里奇韋爾斯（英語：Tunbridge Wells），英國國會一郡選區，包括英格蘭東南部肯特郡西南部、坦布里奇韋爾斯區大部分地區。
本區自1974年創設以來一直支持保守黨。在2010年大選中自2005年起任議員的格雷格·克拉克以56.2%選票連任。